# Аарон Ехаз
Аарон Габріель Ехаз (англ. Aaron Gabriel Ehasz) — американський сценарист та телепродюсер. Його роботи переважно складаються з анімаційних серіалів, також він був як головний сценарист та співвиконавчий продюсер мультсеріалу «Аватар: Останній захісник», хоча він був продюсером серіалу The Mullets та Ed . Він також є співзасновником і генеральним директором Wonderstorm, а також співавтором серіалу Netflix «Принц Драконів», був залучений до індустрії відеоігор, працюючи креативним директором у Riot Games .

## Кар'єра
Ехаз розпочав свою письменницьку кар'єру в 2000 році, працюючи штатним сценаристом у Ed і Mission Hill . У 2001 році він обійняв посаду редактора сюжетів у мультсеріалі Метта Гронінга Fox «Футурама». З 2005 по 2008 рік він був співвиконавчим продюсером і головним сценаристом відомого серіалу Nickelodeon «Аватар: Останній захисник» . Коли Comedy Central у 2009 році відродила «Футурама», він повернувся до складу сценаристів. У тому ж році він також написав епізод американської версії Sit Down, Shut Up .
У 2017 році Ехаз разом із режисером відеоігор Джастіном Річмондом (Uncharted) заснував мультимедійну студію «Wonderstorm». Перша робота студії, анімаційний фентезійний пригодницький серіал «Принц Драконів „ вийшов на Netflix 14 вересня 2018 року .
“Принц Драконів» отримав звання «найкращого нового шоу Netflix 2018 року», за словами автора Hypable Доні Абрамо. Письменниця «Мері Сью» Керолайн Цао привітала «сильних героїнь» Принца Драконів, написавши: "Серед найкращих активів серіалу — три багатовимірні героїні, які надирають осла, мають органічні моменти слабкості та, чесно кажучи, заслуговують належного визнання. « Зокрема, генерал Амайя, який є „великим кроком уперед у зображенні глухої людини як поганого воєначальника“.
За словами письменниці CBR Меган Деймор, у листопаді 2019 року колишня співробітниця Ehasz, яка ніколи не працювала в Wonderstorm, звинуватила його в тому, що він приводив „своїх дітей на роботу і залишав їх без запитань жінкам-виробничим персоналом“, ставлячись до неї „як до своєї власної“. особистий помічник (..) передала свої редакторські обов'язки групі та закрила свої ідеї». Письменник-фрілансер Саманта Нельсон у листопаді 2019 року повідомила, що кілька жінок стверджували, що «Ехас створив образливе середовище для жінок (..), ігнорував, принижував і забивав його співробітниць».

### ЕпізодиАватар: Останній захісник
Хоча він є головним сценаристом і відіграє важливу роль у кожному епізоді серіалу, його сольні роботи включають:
- «Світ Духів (Зимове Сонцестояння, Частина 1)» (1.07)
- «Буря» (1.12)
- «Ворожня» (з Джоном О'Брайаном) (1.14)
- «Облога Півночі, Частина 1» (1.19)
- «Облога Півночі, Частина 2» (1.20)
- «Стан Аватару» (2.01) (з Елізабет Уелч Ехаз, Тімом Хедріком та Джоном О'Брайаном)
- «Неприємна робота» (2.09)
- «Перехрестя долі» (2.20)
- «Пробудження» (3.01)
- «День Чорного Сонця, Частина 2: затемнення» (3.11)
- «Комета Созіна, Частина 1: Король Фенікс» (3.18)
- «Комета Созіна, Частина 2: Старі майстри» (3.19)

### ЕпізодиПринц Драконів
- «Луна Грома (з Джастіном Річмондом)» (1.01)
- «What is Done (з Джастіном Річмондом)» (1.02)
- «Схід Місяця (з Джастіном Річмондом)» (1.03)
- «Порожній трон (з Джастіном Річмондом)» (1.05)
- «Крізь лід (з Джастіном Річмондом)» (1.06)
- «Клята кальдера (з Джастіном Річмондом)» (1.08)
- «Wonderstorm (з Джастіном Річмондом)»